# ستبراسپندارتباران
سِتِبراِسپَندارتباران (نام علمی: Pachycereeae) نام یک تبار از تیره کاکتوسان است.
نام ستبراسپندارتباران فارسی و به معنی کاکتوس‌های شمع‌مانند (از نظر ظاهری) و ضخیم است.